# Mage: The Ascension
Mage: The Ascension ist ein englischsprachiges Pen-&-Paper-Rollenspiel, das Teil von White Wolfs World-of-Darkness-Rollenspielreihe ist. 1996 erschien die deutsche Übersetzung des Verlags Feder & Schwert unter dem Titel Magus: Die Erleuchtung.
In dem Spiel ist es vorgesehen, dass die Spielercharaktere Magi (Singular: Magus) sind. Dabei handelt es sich um „erwachte“ Menschen, die seit einem als „Erwachen“ bezeichneten Moment in ihrem Leben die Fähigkeit erlangt haben die Welt um sich herum magisch zu manipulieren. Innerhalb der Spielwelt gibt es verschiedene Gruppen, die unterschiedliche Erklärungen für diese Fähigkeit haben und unterschiedliche Techniken nutzen, um diese Fähigkeit einzusetzen. Zum Beispiel Technomagie, Schamanismus oder Hermetik.

## Publikationsgeschichte
Die erste Edition vom Mage: The Ascension erschien 1993 als Teil der Rollenspielreihe World of Darkness. Es folgten eine zweite (2nd) und eine dritte (revised) Edition. Außerdem erschienen viele Zusatzquellenbücher und einige Abenteuer, sowie Kurzgeschichten und Romane, die in der Spielwelt angesiedelt sind. Für eine ausführlichere Liste siehe unten.
Im Jahr 2004 wurde die World-of-Darkness-Reihe und damit auch Mage: The Ascension abgeschlossen. White Wolf stellte damals Produktion und Vertrieb aller Bücher der Spielwelt ein. Allerdings sind die Bücher weiterhin als PDF-Download käuflich zu erwerben. Auch einige der deutschen Übersetzungen werden angeboten.
Im Jahr 2011 wurde für das World-of-Darkness-Spiel Vampire: The Masquerade eine Sonderausgabe zum 20. Jubiläum des Erscheinens veröffentlicht. Zeitgleich mit der Ankündigung einer entsprechenden Jubiläumssonderausgabe für das zweite World-of-Darkness-Spiel Werewolf:The Apocalypse wurden auch neue Bücher für Mage: The Ascension angekündigt.
Außerdem sollen nach und nach alle White-Wolf-Produkte in White Wolfs Print-on-Demand-Angebot aufgenommen werden. Zum November 2011 sind aber nur die Mage-Bücher aus der Mind's-Eye-Theater-Serie dort eingegangen.
Vom Verlag White Wolf wurde eine neue Spielwelt geschaffen, die ebenfalls World of Darkness heißt und in der ebenfalls ein Spiel um Magier angesiedelt ist. Dieses Spiel trägt den Titel Mage: The Awakening. Eine deutsche Version von Mage:The Awakening ist jedoch nicht erschienen, obwohl vom Verlag Feder & Schwert eine solche Version unter dem Titel Magus: Das Erwachen geplant war. Aufgrund der thematischen Parallelen kann Mage: The Awakening als Nachfolger von Mage: The Ascension gesehen werden, auch wenn es sich dabei grundsätzlich um ein eigenständiges Spiel in einer eigenen Spielwelt handelt.

## Die Spielwelt
Bei Mage: The Ascension spielt man, wie es der Name anklingen lässt, Magier. Ihre Form der Magie wird Magick oder auch Wahre Magie (Grund dieser Namensgebung später) genannt. Es ist vorgesehen, dass alle Spielercharaktere einer Spielgruppe zusammen spielen. Dies erfordert meistens, dass sie alle einer der beiden in der Spielwelt vorherrschenden Gruppierungen angehören oder zumindest mit ihr sympathisieren. Dabei nennt man eine Gruppe von Magiern aus den Reihen der Traditionen eine Kabale (engl. Cabal). Eine Gruppe Technokraten wird dagegen als Amalgam bezeichnet. Der Hauptkonflikt dieser Spielwelt ist der so genannte Erleuchtungskrieg (elgl. Ascension War), der Krieg zwischen allen vier großen Gruppierungen um die Bestätigung ihrer Weltanschauung. Schauplätze dieses Krieges sind zum einen die Erde, aber auch das Umbra und seine Umbra-Reiche.

### Metaphysik des Spiels
Mage: The Ascension geht davon aus, dass die Realität veränderbar ist.

#### Konsensus, Schläfer und Erwachte
Was Menschen in einer Umgebung für richtig und logisch halten, gilt lokal als Realität und wird als lokaler Konsensus bezeichnet. Glauben z. B. die Menschen auf Haiti an Zombies, so existieren diese. Glaubten die Menschen im Mittelalter an die Existenz von Drachen, so gab es Drachen. Heute glaubt niemand mehr, dass es Drachen gibt, also sind sie ausgestorben (bzw. leben nur noch in speziellen Umbra-Reichen). Die Realität ist also eine Lüge, welche die Menschheit sich selbst erzählt. Einige Menschen jedoch erwachen aus dieser selbstauferlegten Apathie und erlangen durch das Erwachen die Fähigkeit, der Realität ihren Willen aufzuzwingen. Diese Menschen könnte man als Magier bezeichnen, sie selbst nennen sich Mages (engl. Singular: Mage) oder in der deutschen Version Magi (Singular: Magus).

#### Paradigma und Paradox
Diese Magi können die Realität aber nicht vollständig nach ihrem Willen formen, ihre Magick unterliegt gewissen Einschränkungen. So ist sich ein Magus gar nicht unbedingt bewusst, dass er die Realität um sich herum weittragend verändern könnte. Er hat einen gewissen Glauben, der für ihn rechtfertigt und erklärt, was er tut. Dieser Glaube wird Paradigma genannt. Kein Magus würde glauben, dass er einfach nur die Welt verändert. Er würde z. B. glauben, den göttlichen Willen zu erfüllen, ein genialer Wissenschaftler zu sein oder eine Hexe, die ihre Macht von den alten Göttern erlangte. Es gibt Gruppen von Magi, die gleiche oder annähernd gleiche Paradigmen haben, und die sich wiederum in Untergruppen unterteilen (siehe Die Gruppierungen).
Ein weiteres Dilemma ist, dass es umso schwieriger für einen Magus wird, seine Magick zu wirken, je weiter sein Paradigma und der lokale Konsensus voneinander abweichen. Es ist also z. B. verhältnismäßig schwierig, mitten in Berlin einen Dämonen zu beschwören, allerdings vergleichsweise leicht, eine Laserkanone zu entwickeln. Man unterscheidet hierzu koinzidente und vulgäre Magick; koinzident sind durch Magick hervorgerufene Effekte, die sich ein Schläfer innerhalb seines Konsensus erklären kann, vulgär sind jene Effekte, die den Konsensus verletzen (z. B. in einer Einkaufspassage Feuerbälle zu schleudern). Je weiter ein Effekt vom lokalen Konsensus abweicht, desto schlimmer sind auch die Konsequenzen eines Scheiterns des Zaubers. Die Bestrafung, die ein Magus im Falle des Scheiterns (Regeltechnisch: eines gescheiterten Zauberwurfes) erleidet, wird Paradox genannt. Paradox kann sich auf unterschiedlichste Weise zeigen; der häufigste Effekt ist die so genannte Paradoxschwäche (engl. paradox flaw), bei der der Magus für einen begrenzten Zeitraum mit einer gewissen Veränderung seiner Person leben muss, die in direktem Zusammenhang mit dem Effekt steht, den er verpatzt hat. So könnten z. B. die Augen eines Magus für einige Stunden feuerrot leuchten, weil er einen Feuerzauber nicht erfolgreich durchführen konnte. Schlimmere Bestrafungen involvieren Paradoxgeister, die den Magus quälen, oder im schlimmsten Falle die Verbannung in ein Paradoxreich. Es ist allerdings nicht bekannt, wer die Magi bestraft, falls man Auswirkungen von Paradox überhaupt als Bestrafung interpretieren will und sie nicht als eine Art Immunreaktion der Realität betrachtet.

#### Avatare
Ihre Macht ziehen die Magi aus einem Teil ihrer Seele, der Avatar genannt wird. Dieser Avatar besitzt rudimentäre Ansätze von Persönlichkeit, nimmt auf subtile Weise – über Träume z. B. – Einfluss auf den Magus und kann sich in ganz seltenen Fällen auch materialisieren. Die Magi katalogisierten vier Grundtypen: Pattern (dt. Statisch), Primordial (dt. Urtümlich), Dynamic (dt. Dynamisch) und Questing (Suchend). Diese Persönlichkeiten beeinflussen die Magick, die der Magus wirkt. So werden urtümliche Magi wahrscheinlich am ehesten Hexer oder Schamanen, während die meisten statischen Magi eher wissenschaftlich an ihre Probleme herangehen.

#### Sphären
Die Magi haben die Welt in neun Aspekte aufgeteilt, die man auch die Sphären nennt. Diese Aufteilung ist nötig, damit Magi ihre jeweiligen Paradigmen vergleichen können und eine Basis haben, auf der eine Unterhaltung über Magick möglich ist. Nicht alle Magi können alle Aspekte der Welt gleich gut beeinflussen.
Es gibt folgende Sphären:
| englisch       | deutsch       | zugeordnete Aspekte                                                    |
| -------------- | ------------- | ---------------------------------------------------------------------- |
| Correspondence | Korrespondenz | der Raum, Entfernungen                                                 |
| Entropy        | Entropie      | Chaos, Verfall, Zufall                                                 |
| Forces         | Kräfte        | Energien wie Licht, Temperatur, Elektrizität, kinetischer Energie etc. |
| Life           | Leben         | Lebenskraft, lebende Materie, Heilung, Krankheit                       |
| Matter         | Materie       | unbelebte Stoffe                                                       |
| Mind           | Gedanken      | Verstand, Erinnerung                                                   |
| Prime          | Kern          | Magie, die Essenz von Objekten/Wesen                                   |
| Spirit         | Geist         | Geister, der spirituellen Anteile von Objekten/Wesen                   |
| Time           | Zeit          | Zeit, der zeitliche Ablaufes von Ereignissen                           |

Für jeden individuellen Magus ist durch die Sphären jedoch nur festgelegt, was er beeinflussen kann, nicht wie er dies tut. Ein wissenschaftlich orientierter Magus wird Leben als Stimulation der Zellen verstehen und als Biologie auf einem sehr hohen Niveau. Ein als Hexe/Hexer orientierter Magus wird dagegen die Lebenskraft ansprechen und steigern, wenn er die Sphäre „Leben“ anwendet. Ein schamanisch orientierter Magus dagegen wird sich der Macht von Geistern der Heilung oder der Krankheit bedienen, um den entsprechenden Effekt zu erzielen.

#### Konsequenzen dieser Metaphysik
Es ist das eigentlich Tragische an der Existenz der Magi, dass sie im Grunde alle dasselbe machen (Magick wirken) und nur deshalb einen Krieg führen, weil sie fälschlicherweise glauben, dass sich ihre Methoden tatsächlich grundlegend unterscheiden, während es sich eigentlich eher um unterschiedliche Nomenklaturen handelt. Dieser Krieg ist als Erleuchtungskrieg bekannt und im Wesentlichen ein Konflikt von Weltanschauungen. Jede Gruppe von Magiern versucht, die Schläfer, also die Menschen, die nicht erwacht sind, auf ihre Seite zu ziehen und von ihrem Paradigma zu überzeugen.

### Die Gruppierungen
Man unterscheidet die Willworker (also erwachte Personen, die Magick wirken können) grob in vier Gruppen, die Traditionen (engl. Traditions), die Technokratische Union (engl. Technocratic Union oder Technocracy), die Nephandi und letztlich die Marodeure (engl. Marauders). Die drei letzteren Gruppen zeichnen sich durch ein metaphysisches Ungleichgewicht in eine Richtung aus (Stasis oder auch Weberin bei der Technokratischen Union, Entropie oder auch Wyrm bei den Nephandi und schließlich Chaos oder auch Wyld bei den Marodeuren). Die Traditionen kann man größtenteils als ausgeglichen bezeichnen. In den folgenden Texten wird detailliert auf jede Gruppe eingegangen.
Neben diesen vier großen Gruppen gibt es noch einige kleinere, von untergeordneter Wichtigkeit. Dazu gehören u. a. die Gilden (engl. Crafts), die sich im Wesentlichen durch ihre geringen Anhängerzahl von den Traditionen unterscheiden und z. T. aus dem Bund der Traditionen ausgeschieden sind. Die Waisen (engl. Orphans) sind dagegen Magi, die in keiner bestehenden Tradition unterrichtet sind, sondern sich ganz eigene Paradigmen entwickelt haben.

#### Die Traditionen
Die meisten Spielercharaktere werden einer bestimmten Tradition angehören, die aus Magi besteht, die einem weitgehend gleichen Paradigma folgen. Die Traditionen haben sich im Rat der Neun (Council of Nine) organisiert, in dem jede Tradition den Sitz einer Sphäre innehat. Diese Sphäre hat innerhalb der Lehren der jeweiligen Tradition auch immer einen besonderen Stellenwert. Die Sitze des Rates sind heute an folgende Traditionen verteilt:
| englisch            | deutsch              | Sphäre         |
| ------------------- | -------------------- | -------------- |
| Akashic Brotherhood | Bruderschaft Akashas | Mind           |
| Celestial Chorus    | Der himmlische Chor  | Prime          |
| Cult of Ecstasy     | Kult der Ekstase     | Time           |
| Dreamspeakers       | Traumsänger          | Spirit         |
| Euthanatos          | Euthanatos           | Entropy        |
| Order of Hermes     | Orden des Hermes     | Forces         |
| Sons of Ether       | Söhne des Äther      | Matter         |
| Verbena             | Verbena              | Life           |
| Virtual Adepts      | Virtuelle Adepten    | Correspondence |

Das war nicht immer so; einige Traditionen fielen dem Pogrom der Technokratischen Union, also der konsequenten Ausrottung alles Übernatürlichen der Welt, zum Opfer, andere zogen sich freiwillig zurück. Die Ahl-I-Batin, die bis 1932 den Sitz der Correspondence innehatten, sind z. B. aus dem Bund der Traditionen ausgeschieden und werden heute zu den Gilden gezählt. Die meisten Gilden stehen idealistisch jedoch den Traditionen immer noch am nächsten.
Das gemeinsame Ziel der Traditionen ist die Globale Erleuchtung, das Öffnen der Augen der Schläfer für die Magick der Welt. Dieses Ziel ist aber durch das Pogrom der Technokratischen Union in weite Ferne gerückt, wenn nicht unmöglich geworden. Darum konzentrieren sich die meisten Magi der Traditionen auch eher auf konkrete Fragen, als diesem hochgesteckten Ziel nachzueifern.

#### Die Technokratische Union
Die Technokratische Union (Technocratic Union, Technocracy) entstand aus dem Order of Reason (dt. Orden der Vernunft), einem elitären Zirkel von Wissenschaftlern, Freimaurern, Handwerkern und Ärzten der Renaissance, der es sich zur Aufgabe gemacht hatte, der Menschheit mit ihren Erfindungen und ihrem Wissen zu dienen. Dieses Ziel hat der Orden jedoch schnell aus den Augen verloren und widmete sich der rücksichtslosen Durchsetzung seiner Ideen und der Auslöschung Andersdenkender, dem so genannten Pogrom, welches bis heute andauert und überaus erfolgreich ist.
Die Mitglieder der Technokratischen Union zeichnen sich durch ein metaphysisches Ungleichgewicht in Richtung Stasis/Weberin aus, das heißt, ihre Magick – sie nennen diese Erleuchtete Wissenschaft (Enlightened Science) – neigt dazu, einen festen, strukturierenden Charakter zu haben und undynamisch zu sein. Ihr Paradigma, d. h. ihre wissenschaftlichen Theorien, werden als der einzig wahre Weg angesehen.
Innerhalb der Technokratischen Union gibt es folgende Konvente (engl. Conventions):
| englisch        | deutsch                     | Beschreibung |
| --------------- | --------------------------- | --- |
| Iteration X     | Iteration X                 | Die Konstrukteure der Union, sie bauen u. a. Waffen für den Erleuchtungskrieg, darunter auch die gefürchteten HIT-Marks, die Kampfcyborgs und neuerdings mobile Panzeranzüge a la Bubblegum Crisis. |
| New World Order | Neue Welt Ordnung; kurz NWO | Dieser Konvent sammelt, verbreitet und verändert Informationen. Sie folgen dabei dem Vorbild einer Kontrolle der Massen wie sie in George Orwells Buch 1984 beschrieben wird. Sie festigen auch die urbane Vorstellung von Männern in Schwarz (engl. Men in Black / MIB), als Regierungsagenten mit weitreichenden Befugnissen. |
| Progenitors     | Stammväter                  | In ihren Labors züchten die Genkonstrukteure die wildesten Kreaturen und befassen sich u. a. mit der Züchtung des perfekten Menschen. |
| Syndicate       | Syndikat                    | Dieser subtile Konvent beeinflusst die Geschicke der Welt durch seine Kontrolle über die Wirtschaft und den Geldstrom, sowie infolgedessen, der organisierten Kriminalität. |
| Void Engineers  | Ingenieure der Leere        | Die Void Engineers treibt die Neugier in immer weiter entlegene Teile des Tellurischen. Allerdings festigen sie die Realität und entfernen alle weißen Flecken von den Landkarten, wo sich vielleicht zuvor noch mythische Reiche versteckt hielten.                                                                            |

#### Die Nephandi
Als einzige Gruppe stehen die Nephandi wissentlich im Dienste einer höheren Macht. Worum es sich da genau handelt, ist allerdings unklar bzw. für einzelne Untergruppen der Nephandi unterschiedlich. Sowohl der Wyrm (als Urkraft aus dem Spiel Werewolf: The Apocalypse, das in derselben Spielwelt beheimatet ist) kommt in frage, als auch Cthulhu-esque Wesenheiten. Die Nephandi sind der Schrecken aller Erwachten, denn sie begehen für ihre finsteren Herren Abscheulichkeiten, die jeder Beschreibung spotten. So verschleppen sie z. B. unschuldige Menschen als Sklaven in ihre Labyrinthe und zwingen sie, diese auszubauen oder züchten sich aus verschiedenen Umbra-Geborenen schreckliche Kreaturen, die sie in die Schlacht gegen die Traditionen und die Technokratische Union schicken. Das Zentrum der Nephandi ist Malfeas, das Shentie der Entropie, bzw. das Reich des Wyrm, um es in einem Werwolf-Terminus auszudrücken. Ihre Magick weist ein Ungleichgewicht in Richtung Entropie auf.

#### Die Marodeure
Bei den Marodeuren (Marauders) handelt es sich um Magier, die aus verschiedenen Gründen dem Wahnsinn anheimgefallen sind und nun in einer eigenen Welt leben, deren Gesetzen sie unterworfen sind. Ihre Magick ist unkontrolliert, und ihre Ziele sind so absonderlich und gefährlich wie ihre Geistesstörungen.

### Terminologie des Spiels
- Ein Avatar ist der göttliche Splitter eines Erwachten, quasi seine magische Seele.
- Ein Erwachter (eng.: awakened) ist eine Person, die durch Willenskraft und Erkenntnis die Realität verändern kann, d. h. Magick (nicht Magie!) wirken kann. Eine solche Person wird auch als Magus (eng.: mage) oder Former bezeichnet. Jede Person, die kein Erwachter ist, ist ein Schläfer.
- Ein Fetisch ist ein Gegenstand, in den ein Spirit gebunden ist.
- Ein Fokus ist ein Gegenstand oder eine Praktik, die Magick erheblich vereinfacht.
- Paradigma ist die Weltvorstellung eines Magus aber auch die seiner jeweiligen Umwelt. Bei stark divergierenden Paradigmen wirkt Magie nur eingeschränkt oder erzeugt Paradox.
- Paradox Bei Interaktion von Magie mit der Umwelt besteht die Möglichkeit eines negativen Rückschlages, mit dem sich die bestehende Realität vor Veränderungen schützt. Besonders hoch ist dieses Risiko bei einem fremden Paradigma der Umgebung (z. B. ein Naturmagier in einem Technologielabor) und bei Beobachtung durch nichtmagische Zeugen, deren faktischer Unglaube die Realität der heutigen Welt bestimmt.
- Quintessenz (eng.: quintessence) ist sowohl der Grundstoff aller Dinge, als auch ein Maß für die „Realität“ eines Gegenstandes und eine Art Treibstoff, der es ermöglicht (und vereinfacht), die Realität zu formen. Wenn ein Gegenstand, Energie oder ein lebendes Wesen aus Quintessenz geschaffen wird, wird aus der Quintessenz Tass.
- Ein Schläfer (eng.: sleeper) ist eine Person, die durch ihre Überzeugung und Erfahrung keine Magick wirken kann. Das Gegenteil eines Schläfers ist ein Erwachter.
- Die neun Sphären (eng.: spheres) sind ein abstraktes Modell, um die Existenz und die Vorgänge in der Welt darzustellen. Es wird über eine zehnte Sphäre spekuliert.
- Ein Spirit (dt.: Geist) ist die Personifizierung eines Gegenstandes, eines Konzeptes oder einer Idee. Jeder Gegenstand, jedes Konzept und jede Idee besitzt (mindestens) einen Spirit.
- Tass ist eine Form von Quintessenz, die normalerweise in Gegenständen, Energien (im Sinne von Teilchenstrahlung und Wärmeenergie) und Lebewesen gebunden ist. Es ist im Gegensatz zu Quintessenz nicht universell einsetzbar.

## Die Neun Sphären der Magick
Sie sind die Bereiche der Wirklichkeit, in die White Wolf in ihren Spielregeln die Realität eingeteilt hat. Jede Sphäre beschäftigt sich mit einem anderen Aspekt der Wirklichkeit, und theoretisch ist es einem Magus, der Meister in allen Sphären ist, möglich, jeden beliebigen magischen Effekt zu schaffen. Jede Sphäre kann einzeln benutzt werden; häufiger werden jedoch mehrere Sphären zu einem Konjunktionaleffekt verbunden.
- Correspondence (dt.: Korrespondenz) befasst sich mit Räumlichkeit, Tiefen, Entfernungen und Positionen.
- Entropy (dt.: Entropie) beschäftigt sich mit den ephemeren Bereichen des Zufalls, der Zerstörung und Auflösung und des Verfalls.
- Forces (dt.: Kräfte) kontrolliert Elemente, physikalische und chemische Kräfte und Energien und physische Vorgänge.
- Life (dt.: Leben) beherrscht lebendes Gewebe, die Körper von Tieren und Pflanzen und organisches Material.
- Matter (dt.: Materie) deckt die Beherrschung von unbelebter Materie, toten Gegenständen und leblosem Material ab.
- Mind (dt.: Gedanken) verändert Gedanken, Gefühle, Astralkörper und theoretische Konzepte im Geiste des Menschen.
- Prime (dt.: Kern) befasst sich mit dem Sehen, Fühlen, Aufsammeln und Benutzen von Quintessenz.
- Spirit (dt.: Geister) beschäftigt sich mit Geistern, den Parallelwelten und ephemeren Gegenständen.
- Time (dt.: Zeit) kontrolliert den Verlauf, den Blick durch und die Geschwindigkeit von Zeit.

### Anthologien
- The Quintessential World of Darkness. White Wolf Publishing, 1998, ISBN 1-56504-880-6
- Truth Until Paradox. White Wolf Publishing, 2000, ISBN 1-56504-904-7

### Romane
- John Steele: Tower of Babel . White Wolf, 1995, ISBN 1-56504-853-9
- The Horizon War Trilogie von Robert Weinberg

1. Robert Weinberg: The Road to Hell. White Wolf Publishing, 1997, ISBN 1-56504-847-4
2. Robert Weinberg: The Ascension Warrior. White Wolf Publishing, 1997, ISBN 1-56504-848-2
3. Robert Weinberg: War in Heaven. White Wolf Games Studio, 1998, ISBN 1-56504-890-3

### Spielregeln
Deutsch
- Kompendium für Erzähler: Grundregeln Buch 2001 Feder&Schwert
- Magus: Die Erleuchtung 2. Edition: Grundregeln Hardcover 1996 Feder&Schwert
- Magus: Die Erleuchtung 3. Edition: Grundregeln Hardcover 2000 Feder&Schwert
- Buch der Schatten: Quellenmaterial Softcover 1999 Feder&Schwert
- Buch der Spiegel: Quellenmaterial Softcover 1999 Feder&Schwert
- Buch der Welten – Jenseits der Grenzen: Quellenmaterial Softcover Feder&Schwert
- Buch des Wahnsinns. Quellenmaterial Buch Feder&Schwert
- Dornige Pfad. Quellenmaterial Softcover 2001 Feder&Schwert
- Technokratie Handbuch. Quellenmaterial Hardcover Feder&Schwert
- Tote Magie . Quellenmaterial Buch
- Verbotenes Wissen + Spielleiterschirm. Quellenmaterial Softcover + Sichtschirm 1998 Feder&Schwert

Englisch
- Mage: The Ascension (1st Edition) Grundregeln Softcover 1993 White Wolf
- Mage: The Ascension (2nd Edition) Grundregeln Hardcover 1993/1995 White Wolf
- Mage: The Ascension (3rd Edition) Grundregeln Hardcover 1993/1994/1995/2001 White Wolf
- Mage: The Ascension¸ Limited Edition (3rd Edition) Grundregeln Hardcover 2002 White Wolf
- Storytellers Companion Grundregeln Softcover 2002 White Wolf
- Ascension’s Right Hand Quellenmaterial Buch 1995 White Wolf
- Bitter Road Quellenmaterial Buch White Wolf
- Blood Treachery Quellenmaterial Buch 2000 White Wolf
- Book of Chantries Quellenmaterial Buch 1993 White Wolf
- Book of Crafts Quellenmaterial Buch 1996 White Wolf
- Book of Madness Rev. Quellenmaterial Softcover 1994/2001 White Wolf
- Book of Mirrors: A Storyteller’s Guide to Mage Quellenmaterial Buch 1997 White Wolf
- Book of Shadows: Mage Player’s Guide Quellenmaterial Buch 1993 White Wolf
- Book of Worlds: Beyond the Barriers Quellenmaterial Buch 1996 White Wolf
- Dead Magick 1: The Tome Of Lost Cultures And Civilizations Quellenmaterial Softcover 2000 White Wolf
- Dead Magick 2: Secrets and Survivors Quellenmaterial Softcover 2003 White Wolf
- Destiny’s Price Quellenmaterial Buch 1995 White Wolf
- Digital Web 2.0 Quellenmaterial Buch 1993 White Wolf
- Dragons of the East Quellenmaterial Softcover 2000 White Wolf
- Fallen Tower: Las Vegas Quellenmaterial Softcover 2003 White Wolf
- Forged By Dragon’s Fire Quellenmaterial Buch 2003 White Wolf
- Guide to Technocracy Quellenmaterial Hardcover White Wolf
- Guide to Traditions Quellenmaterial Hardcover 2001 White Wolf
- Halls of the Arcanum Quellenmaterial Buch 1995 White Wolf
- Horizon: The Stronghold of Hope Quellenmaterial Buch 1996 White Wolf
- Infernalism: The Path of Screams Quellenmaterial Taschenbuch 1999 White Wolf
- Infinite Tapestry. Quellenmaterial Buch 2003 White Wolf
- Initiates of the Art. Quellenmaterial Buch White Wolf
- Iteration X. Quellenmaterial Softcover 2002 White Wolf
- Loom of Fate. Quellenmaterial Buch 1993/1999 White Wolf
- Lost Paths: Ahl-i-Batin and Taftani. Quellenmaterial Buch White Wolf
- Mage Chronicles (1). Sammelband Buch 1997 White Wolf
- Mage Chronicles (2). Sammelband Buch 1997 White Wolf
- Mage Chronicles (3). Sammelband Buch 2002 White Wolf
- Manifesto: Transmissions from the Rogue Council. Quellenmaterial Softcover 2002 White Wolf
- Masters of the Art. Quellenmaterial Buch White Wolf
- Orphan’s Survival Guide. Quellenmaterial Buch White Wolf
- Sorcerers Rev. Quellenmaterial Buch 2000 White Wolf
- Spirit Ways. Quellenmaterial Buch White Wolf
- Storyteller Handbook rev. Quellenmaterial Hardcover White Wolf
- Storytellers Screen. Quellenmaterial Buch 1993/1996 White Wolf
- Technocracy Assembled (1) . Sammelband Buch 1998 White Wolf
- Technocracy Assembled (2) . Sammelband Buch 2000 White Wolf
- Technocracy: Iteration X. Quellenmaterial Buch 1995 White Wolf
- Technocracy: New World Order. Quellenmaterial Buch 1995 White Wolf
- Technocracy: Progenitors. Quellenmaterial Buch 1993/1995 White Wolf
- Technocracy: Syndicate. Quellenmaterial Buch 1997 White Wolf
- Technocracy: Void Engineers. Quellenmaterial Buch 1996 White Wolf
- Technomancer’s Toybox. Quellenmaterial Buch 1998 White Wolf
- Tradition Book: Akashic Brotherhood. Quellenmaterial Softcover 1994/2001 White Wolf
- Tradition Book: Celestial Chorus. Quellenmaterial Softcover 1996/2001 White Wolf
- Tradition Book: Cult of Ecstasy Rev. Quellenmaterial Softcover 1996/2001 White Wolf
- Tradition Book: Dreamspeakers Rev. Quellenmaterial Softcover 1996/2002 White Wolf
- Tradition Book: Euthanatos Rev. Quellenmaterial Softcover 1997/2001 White Wolf
- Tradition Book: Hollow Ones Rev. Quellenmaterial Softcover 2002 White Wolf
- Tradition Book: Order of Hermes Rev. Quellenmaterial Softcover 1997/2003 White Wolf
- Tradition Book: Sons of Ether Rev. Quellenmaterial Softcover 1993/2003 White Wolf
- Tradition Book: Verbana Rev. Quellenmaterial Softcover 1994/2003 White Wolf
- Tradition Book: Virtual Adepts Rev. Quellenmaterial Softcover 1994/2003 White Wolf
- Traditions Gathered 1: Songs of Science. Sammelband Buch White Wolf
- Traditions Gathered 2: Blood and Dreams. Sammelband Buch White Wolf
- Traditions Gathered 3: Swords of Faith. Sammelband Buch White Wolf
- Witches and Pagans . Quellenmaterial Buch White Wolf

- Chaos Factor . Abenteuer Softcover 1994 White Wolf OOP
- Tales of Magick 1: Dark Adventure . Abenteuer Softcover White Wolf

- Fragile Path . Taschenbuch - Komplett aus den Fiktiven Universums 1995 White Wolf

- Art of: Mage: The Ascension . Bildband Softcover White Wolf
- Hidden Lore: Mage (2nd) Screen . Spielhilfe+Sichtschirm 1996 White Wolf OOP
- Tarot Deck Rev. . Spielhilfe 1996/2001 White Wolf